# Jul (förkristen)
Jul firades som en högtid i fornnordisk religion och den germanska världen långt före kristnandet. Ordet är tidigast belagt i namn på germanska vintermånader. Hur ett vikingatida julfirande kunde gå till nedtecknades på 1200-talet i Heimskringla av Snorre Sturlasson. Centralt i det förkristna julfirandet var enligt Snorre att det hölls gästabud där gästerna drack öl och blotade. Detta ska enligt Snorre ursprungligen ha ägt rum vid midvinter, men på 900-talet flyttats till samma datum som den kristna julen. Motstridiga teorier finns emellertid om när på året firandet ägde rum före reformen – i mitten av januari, på vintersolståndet, eller vid varierande tidpunkt beroende på månvarven. 
I Norden fick den kristna julen namn efter den förkristna högtiden. Blot upphörde i samband med kristnandet. Idag finns liten kunskap om det förkristna julfirandet.

## Attesteringar

### Månadsnamn
Julen finns attesterad från de germanska folkens tidigaste historia. Från 300-talet finns belägg för det gotiska månadsnamnet fruma jiuleis. På 700-talet skrev historikern Bede att den anglosaxiska kalendern innehöll vintermånaden geola eller giuli.

### Heimskringla
Snorre Sturlasson berör det vikingatida julfirandet i flera kungasagor i verket Heimskringla, som nedtecknades kring 1230-talet. I Håkon den godes saga anger han att den kristne kungen Håkon den gode (kung av Norge 935–961) flyttade datumet för julen. Tidigare hade man firat under tre dagar från "höknatten", som inföll på midvinter, vilket var i mitten av januari. Efter kungens reform var julen fortfarande en hednisk högtid, men början på firandet låg nu på samma dag som de kristna firade sin motsvarighet. Snorre berättar om den hedniska julen, att "då skulle var och en hålla dryckeslag på en »mäle» [en gammal måttenhet] malt eller också böta samt hålla heligt, så länge ölet varade".
Julen var enligt Snorre en av flera årliga högtider som firades genom ett blot. Detta var en gemensam offermåltid som organiserades av en hövding, som var en världslig makthavare men också hade en religiös funktion som innehavare av ett hov där han anordnade dessa gästabud. Måltiden föregicks av en rituell slakt av de djur som skulle ätas.
Hur ett blot gick till i Norge på Håkon den godes tid beskriver Snorre i Håkon den godes saga:
| ” | Det var gammal sed, att då offer skulle anställas, skulle alla bönderna komma till det ställe där templet var beläget och föra dit sina förråd, som de skulle hava medan gästabudet pågick. Vid det gästabudet skulle alla män ha öl; det slaktades också alla slags småboskap och hästar. Det blod som man fick därav kallades »hlaut», och »hlautbollar» kallades de kärl som blodet förvarades i. Med »hlauttenarna», som liknade kvastar, skulle man rödfärga altarena och templets väggar utan och innan och stänka blodet på folket; men köttet skulle man koka till att undfägna de närvarande med. Eldar skulle brinna midt på golvet i templet och kittlar hängas däröver; man skulle bära bägarna rundt omkring elden, men den som gjorde gästabudet och var hövding, skulle signa bägaren och all offermaten, först Odens bägare — den skulle man dricka för seger och makt åt sin konung —, sedan Njords bägare och Frös bägare för god årsväxt och fred. Många plägade på den tiden att därnäst dricka Brages bägare; man drack också skålar för sina högsatta fränder, det kallades minnesskålar. | „ |

Enligt Ynglingasagan, den inledande sagan i Heimskringla, förordade Oden att offer skulle ske vid vinterns början för årsväxten, vid midvintern för god gröda och vid sommarens början för seger i strid. Samma text nämner också kort att Uppsala ska ha stått värd för stora offerfester vid midvinter med många kungar närvarande.

### Andra källor
Uttrycket "dricka jul" förekommer för första gången i kvädet Hrafnsmál av Torbjörn hornklove från omkring år 900, där det i sjätte strofen sägs om den krigiske kung Harald Hårfager att han ville "dricka jul" ute på havet.
En okänd författare skriver på 1200-talet i Orkneyinga saga, att småkungariket Kvänland offrade årligen till Torre (den tidige norske kungen Frost, alternativt, Tor) mitt i vintern. Detta har tolkas som torremånaden, det vill säga januari.
Forskare har associerat julen till guden Oden, hans vilda jakt och den anglosaxiska modranicht (som inträffade på julafton).[källa behövs]

## När på året inträffade julen?
Enligt Snorre Sturlasson firades den hedniska julen ursprungligen vid midvinter men flyttades till samma datum som den kristna julen på 900-talet. Datumet för julens firande före reformen har diskuterats bland forskare och ingen klar konsensus råder. Snorres lokalisering till "midvinternatten" (fornnordiska: miðsvetrar nótt) har tidvis lett till uppfattningen att julen skulle ha firats på vintersolståndet, och att den skulle ha varit en solfest. Detta fick bland annat spridning genom Olof von Dalin på 1700-talet och fick senare stöd av Erik Brate.:120f Associationen mellan ordet midvinter och vintersolståndet uppstod dock inte förrän under tidigmodern tid. På Snorres tid avsåg midvinter 13-14 januari, eftersom det var mitt på det germanska vinterhalvåret (14 oktober till 13 april). Etymologin för ordet hökunótt har också diskuterats, även om tolkningen "höknatt" dominerar.:120f Britt-Marie Näsström har tolkat det som haknatten, natten då vintern vänder.
Arkeologen och religionshistorikern Andreas Nordberg har föreslagit att julens datum kan ha varierat från år till år. Detta berodde på att den förkyrkliga kalendern var lunisolär, vilket innebär att den kombinerade solåret med månfaserna som delade in året i månader. Eftersom solens och månens rörelser inte går jämnt ut fungerade en period kring julen som en särskild mellanperiod. Enligt Nordberg firades julen troligtvis vid fullmånen under den första nya månfasen efter vintersolståndet.
Begreppen "midvinterblot" och "julblot" förekommer inte i sagalitteraturen. Jan-Öjvind Swahn skriver att "det hedniska 'midvinterblotet' – en term som ofta, men oriktigt, nyttjas som synonym till 'jul'" antagligen låg "senare i kalendern än vår jul (kanske vid 'Knut').".

## Bevarande av förkristna traditioner
Vissa forskare menar att sannolikt har mycket få förkristna traditioner bevarats fram till idag. Andra beskriver att det inte blev så stora förändringar omedelbart i samband med att folket kristnades, endast justeringar och tillägg av antalet fester. Kristna och hedniska traditioner blandades när julfirandet kristianiserades (behölls men kläddes i kristet budskap), men offer upphörde. Kyrkliga förbud och rensning mot julfesternas överdrifter skrevs på slutet av 1600-talet. Redan på Gustav Vasas tid hade den svenska staten försökt minska på festerna.